# Hoovinakola, Heggadadevankote
Hoovinakola là một làng thuộc tehsil Heggadadevankote, huyện Mysore, bang Karnataka, Ấn Độ.